# 波特 (厄尔省)
波特（法語：Portes）是法国厄尔省的一个市镇，属于埃夫勒区和乌什地区孔什县（Conches-en-Ouche）。该市镇总面积9.44平方公里，2009年时的人口为264人。

## 人口
波特人口变化图示